# Maianthemum salvinii
Maianthemum salvinii är en sparrisväxtart som först beskrevs av John Gilbert Baker, och fick sitt nu gällande namn av Lafrankie. Maianthemum salvinii ingår i släktet ekorrbärssläktet, och familjen sparrisväxter. Inga underarter finns listade i Catalogue of Life.